# Campiglossa extincta
Campiglossa extincta este o specie de muște din genul Campiglossa, familia Tephritidae. A fost descrisă pentru prima dată de Erich Martin Hering în anul 1944.
Este endemică în Peru. Conform Catalogue of Life specia Campiglossa extincta nu are subspecii cunoscute.